# Peletier-Plateau
Das Peletier-Plateau ist ein vereistes Hochplateau in der antarktischen Ross Dependency. Mit einer Ausdehnung von 32 km Länge und 8 km Breite bildet es den südlichen Teil der Queen Elizabeth Range im Transantarktischen Gebirge.
Das Advisory Committee on Antarctic Names benannte das Plateau 1966 nach Konteradmiral Eugene J. Peletier (1910–2004) vom Civil Engineer Corps der United States Navy, der Admiral George J. Dufek (1903–1977) bei den Vorbereitungen der zweiten Operation Deep Freeze (1956–1957) geholfen hatte.